# Inspirato
Inspirato é o décimo sétimo álbum de estúdio do tecladista greco-estadunidense Yanni, lançado em março de 2014 na América do Sul e na Inglaterra, e a ser lançado no mês seguinte na América do Norte e Europa. O álbum traz regravações de músicas de toda a carreira do músico com a participação de vocalistas, mesmo no caso de canções que foram originalmente lançadas como trabalhos instrumentais. Os cantores foram selecionados por ele e por Plácido Domingo, que co-produziu o álbum.

## Produção e repertório
As faixas do álbum são faixas retiradas de discos anteriores de Yanni, mas desta vez com letras cantadas por cantores com experiência no mundo da ópera. A maior parte das canções ganharam letras em italiano. O álbum foi considerado uma mudança radical na carreira do tecladista, por conta das letras e dos elementos clássicos. Apesar disso, Yanni enfatizou que não era um álbum de ópera.
Yanni colaborou com o tenor Plácido Domingo e o produtor Ric Wake para decidir quais cantores cantariam quais faixas. Em parte por conta da agenda concorrida dos vocalistas convidados, o projeto teria levado quatro anos para ser finalizado.

## Faixas
| Faixas de Inspirato | |                                                                                    |         |  |
| N.º                 | Título | Vocalista(s) convidado(s)                                                          | Duração |  |
| 1.                  | "I Genitori" (Lançada anteriormente como "To Take to Hold" no Devotion (The Best of Yanni))                   | Renée Fleming                                                                      | 3:59    |  |
| 2.                  | "Come un sospiro" (Lançada anteriormente como "Almost a Whisper" no Reflections of Passion)                   | Vittorio Grigolo                                                                   | 3:42    |  |
| 3.                  | "Ode Alla Grecia" (Lançada anteriormente como "End of August" no Yanni Live at the Acropolis)                 | Plácido Domingo                                                                    | 4:51    |  |
| 4.                  | "L'Ombra Dell'Angelo" (Lançada anteriormente como "Nice to Meet You" no Dare to Dream)                        | Katherine Jenkins                                                                  | 3:32    |  |
| 5.                  | "Amare Di Nuovo" (Lançada anteriormente como "Adagio in C Minor" no Tribute)                                  | Nathan Pacheco                                                                     | 3:01    |  |
| 6.                  | "Hasta El Último Momento" (Lançada anteriormente como "Until the Last Moment" no Yanni Live at the Acropolis) | Plácido Domingo e Renée Fleming                                                    | 3:27    |  |
| 7.                  | "Riconoscimento" (Lançada anteriormente como "Tribute" no álbum homônimo)                                     | Plácido Domingo, Nathan Pacheco, Plácido Domingo Jr., Micaëla Oeste e Chloe Lowery | 4:38    |  |
| 8.                  | "Incanto" (Lançada anteriormente como "Enchantment" no In My Time)                                            | Russell Watson                                                                     | 4:07    |  |
| 9.                  | "Il Primo Tocco" (Lançada anteriormente como "First Touch" no Niki Nana)                                      | Plácido Domingo Jr.                                                                | 3:01    |  |
| 10.                 | "Usignolo" (Lançada anteriormente como "Nightingale" no Tribute)                                              | Lauren Jelencovich                                                                 | 5:14    |  |
| 11.                 | "La Prima Luce" (Lançada anteriormente como "In the Morning Light" no In My Time)                             | Rolando Villazón                                                                   | 3:15    |  |
| 12.                 | "Ode À L'Humanité" (Lançada anteriormente como "Ode to Humanity (Aria)" no Dare to Dream)                     | Pretty Yende                                                                       | 4:02    |  |
| 13.                 | "Nello Specchio" (Lançada anteriormente como "In the Mirror" no álbum homônimo)                               | Katherine Jenkins e Nathan Pacheco                                                 | 4:01    |  |

## Recepção
Inspirato chegou ao topo da Billboard's Top New Age Album em 2014 e 2015, e foi o 11º álbum mais vendido de New Age da Billboardem 2014.
Em março de 2015, Inspirato recebeu o prêmio de Melhor Álbum do Ano da Reviews New Age (Espanha).